# Callisina
Callisina is een geslacht van kevers uit de familie bladkevers (Chrysomelidae).
De wetenschappelijke naam van het geslacht werd in 1860 gepubliceerd door Joseph Sugar Baly.

## Soorten
- Callisina fulva Medvedev, 2004
- Callisina rufa Tang, 1992